# Bistrik-Crkvenjak
Bistrik-Crkvenjak je naseljeno mjesto u općini Kakanj, Federacija Bosne i Hercegovine, BiH.

## Zemljopis
Nalazi se jugoistočno od Kaknja, u dolini Trstionice, pritoke Bosne. 
Čine ga dva naselja, Bistrik je sjevernije, a Crkvenjak južnije, uz rijeku Trstionicu. 

## Povijest
Kao samostalno naseljeno mjesto postoji od popisa 1991. godine. Nastalo je izdvajanjem iz naseljenog mjesta Haljinići.

## Stanovništvo
| Bistrik-Crkvenjak  |              |
| godina popisa      | 1991.        |
| Hrvati             | 340 (84,16%) |
| Muslimani          | 59 (14,60%)  |
| Jugoslaveni        | 4 (0,99%)    |
| ostali i nepoznato | 1 (0,25%)    |
| ukupno             | 404          |

| Bistrik-Crkvenjak  |              |
| godina popisa      | 2013.        |
| Bošnjaci           | 128 (61,84%) |
| Hrvati             | 79 (38,16%)  |
| Srbi               | 0            |
| ostali i nepoznato | 0            |
| ukupno             | 207          |

## Vanjske poveznice
Bistrik-Crkvenjak na satelitskoj mapi